# Paris och Wien
Paris och Wien är en av SCB tidigare avgränsad och namnsatt småort i Norrtälje kommun, Stockholms län. Den omfattade bebyggelse i två fritidshusområden i Frötuna socken söder om Norrtäljeviken. Småorten var tidigare namnsatt till enbart Paris. Vid 2015 års småortsavgränsning hade bebyggelsen vuxit samman med småorten Harka.